# 比利亚贡萨洛德托尔梅斯
比利亚贡萨洛德托尔梅斯，是西班牙卡斯蒂利亚-莱昂萨拉曼卡省的一个市镇。 总面积26平方公里，总人口208人（2001年），人口密度8人/平方公里。